# Portada/efemèride setembre 30
Truman Capote
« 29 de setembre · 30 de setembre · 1 d'octubre »